# Металлострой
Металлостро́й — посёлок в России, внутригородское муниципальное образование в составе Колпинского района города Санкт-Петербурга. В посёлке располагаются железнодорожные платформы Металлострой, имеющая выход к одноимённому депо, и Ижоры.

## История
Посёлок основан в 1931 году на основании приказа по Высшему совету народного хозяйства СССР № 367 от 16.06.1931. Первые капитальные жилые постройки начали появляться весной 1932 года.
Первоначальное микротопонимическое название посёлка — «Соцгородок». Название «Металлострой» появилось немногим позже как отражающее суть данного поселения, основными жильцами которого были строители Колпинского Металлургического завода. 20 января 1939 года Ленинградский облисполком издал постановление, согласно которому посёлок был включён в черту посёлка Усть-Ижора Слуцкого района Ленинградской области.

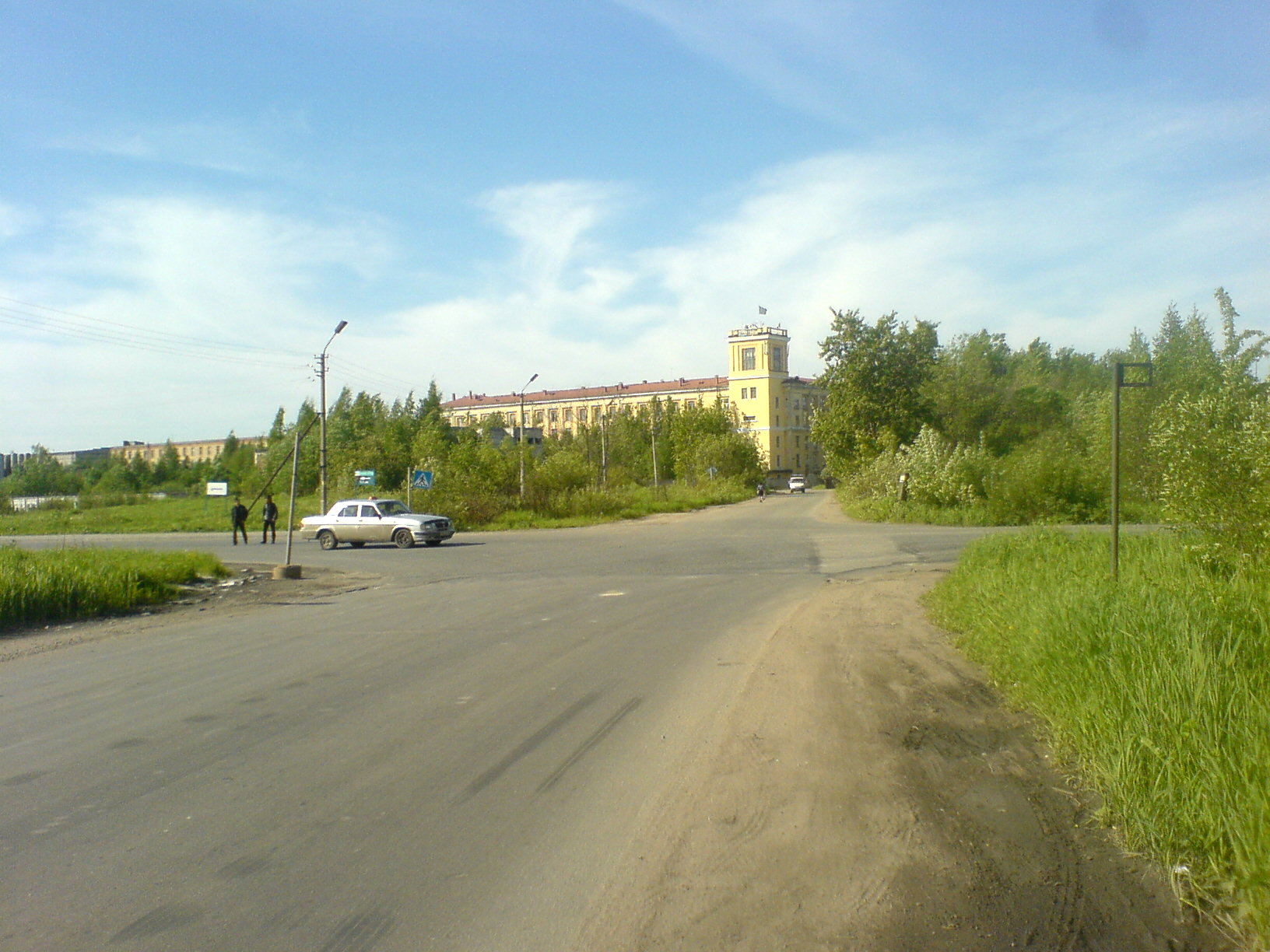
Промзона, перекрёсток Центрального проезда и дороги на Металлострой

Во время войны строительство жилой части посёлка было приостановлено. Послевоенные годы были отмечены бурным строительством посёлка, которое велось, в том числе, пленными немцами. Чётко обозначились улицы Центральная, Железнодорожная, Садовая, Школьная, Пионерская.
Центральное здание Металлостроя, дом культуры имени Маяковского, был построен в 1951 году. В период его строительства была высажена липовая аллея по Центральной улице, которая проходит от центральной площади до Петрозаводского шоссе.
Официально название Металлострой было присвоено посёлку 28 октября 1964 года Исполкомом Ленгорсовета.

## Население
| 2002    | 2010    | 2012    | 2013    | 2014    | 2015    | 2016    |
| ------- | ------- | ------- | ------- | ------- | ------- | ------- |
| 25 675  | ↗26 361 | ↗26 565 | ↗27 358 | ↗27 925 | ↗28 360 | ↘28 280 |
| 2017    | 2018    | 2019    | 2020    | 2021    | 2023    | 2025    |
| ↗28 762 | ↗29 230 | ↗29 891 | ↗30 479 | ↘26 944 | ↗27 313 | ↗27 592 |

Несмотря на то, что смертность в Металлострое превышает рождаемость, Металлострой растёт миграционным способом. В результате активности застройщиков, население Металлостроя продолжает расти.

## Границы посёлка

Металлострой на карте

Согласно Приложению 2 к Закону Санкт-Петербурга «О территориальном устройстве Санкт-Петербурга» от 25 декабря 1996 года № 186-59, Металлострой расположен от точки пересечения проектируемой оси кольцевой автомагистрали с южной стороной земель железной дороги на Волховстрой до высоковольтных линий ЛЭП, далее на северо-восток, огибая Колпинские очистные сооружения с севера, далее по северной стороне подъезда к ним до пересечения с Петрозаводским шоссе, далее по оси Петрозаводского шоссе на северо-восток до пересечения с Плановой улицей, далее по оси Плановой улицы на юго-запад до пересечения с южной границей земель железной дороги Санкт-Петербург — Мга, далее по южной границе земель железной дороги Санкт-Петербург — Мга до пересечения с осью реки Ижоры, далее по оси реки Ижоры в юго-западном направлении до пересечения с осью проектируемой магистрали, ограничивающей нежилую зону посёлка Металлострой, далее по оси проектируемой магистрали в юго-западном направлении до пересечения с северной границей земель железной дороги Санкт-Петербург — Москва, далее по северной границе земель железной дороги Санкт-Петербург — Москва в северо-западном направлении до пересечения с осью кольцевой проектируемой магистрали, далее по оси кольцевой проектируемой магистрали до пересечения с южной границей земель железной дороги на Волховстрой (исходная точка).

## Экономика
В Металлострое находится более 20 заводов, производящих множество разной продукции. В частности, здесь находится завод по производству силовых трансформаторов. Есть таможенный терминал. Научно-производственный комплекс представлен Научно-исследовательским институтом электрофизической аппаратуры имени Д. В. Ефремова (НИИЭФА).

## Спорт

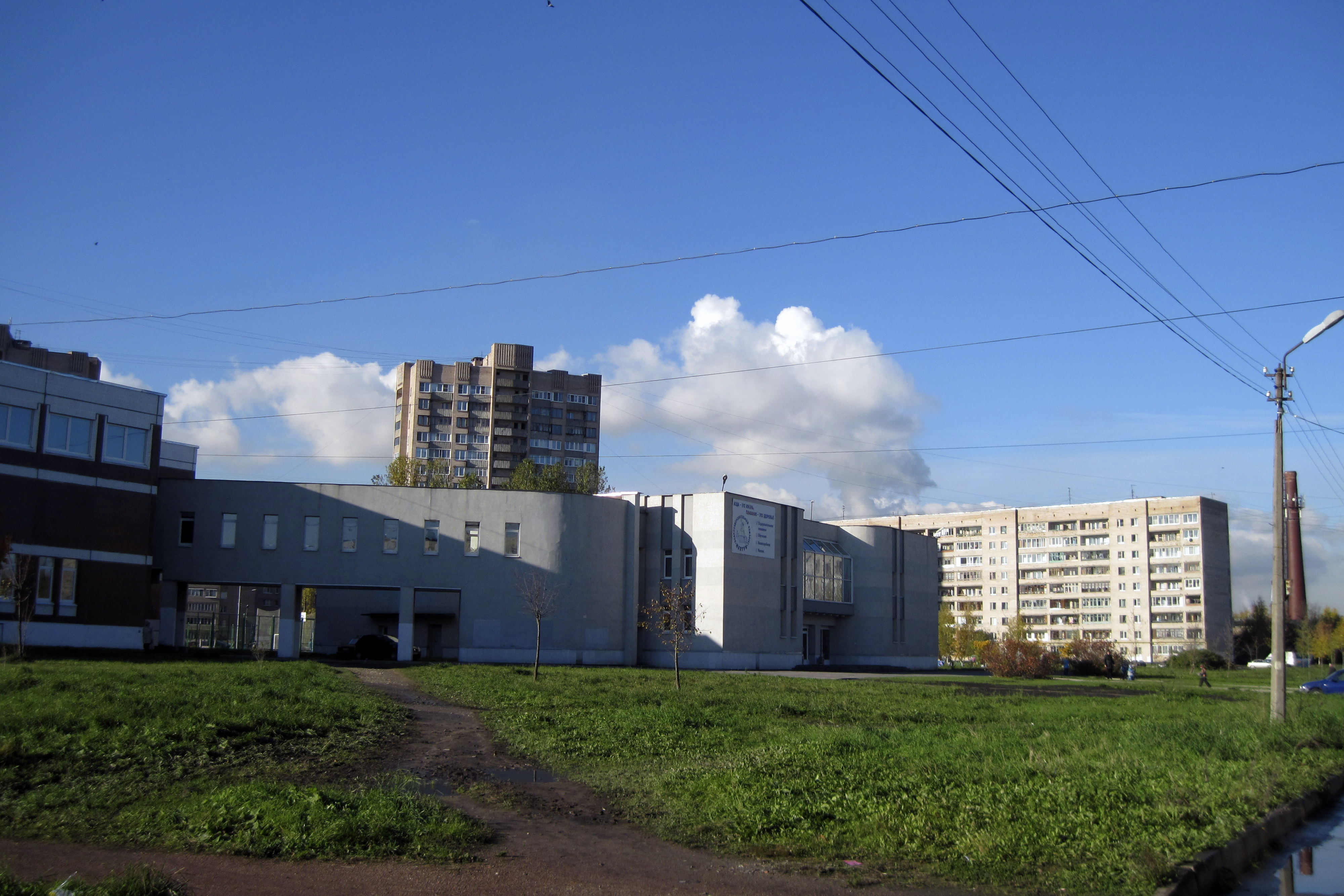
Бассейн при школе № 621

В Металлострое имеются стадион «Искра», а также бассейн при школе № 621. В 2021 году открылся многофункциональный спортивный комплекс «Ижорец», построенный по программе «Газпром детям».

## Микротопонимы
- «Китайская стена» — дом на Полевой улице, 2/30, отличающийся своими габаритами.
- «Озерки» — три озера (обводнённый карьер), разделённые Петрозаводским шоссе.
- «Три карандаша», «Шестнарики» — три рядом стоящих 16-этажных дома на улицах Полевой и Богайчука.
- «Пьяный дворик» — двор домов № 15-19 по Железнодорожной улице.
- «Девятка» — бывший магазин № 9 (позже — кафе, игровые автоматы и т. д.), Центральная улица, 6.
- «Финский посёлок» (устаревшее) — микрорайон улиц Хвойной (упразднена), Полевой, Зелёной (упразднена) и Садовой.
- «Металлка» — исправительная колония № 5[22].

## Транспорт

### Железнодорожный транспорт

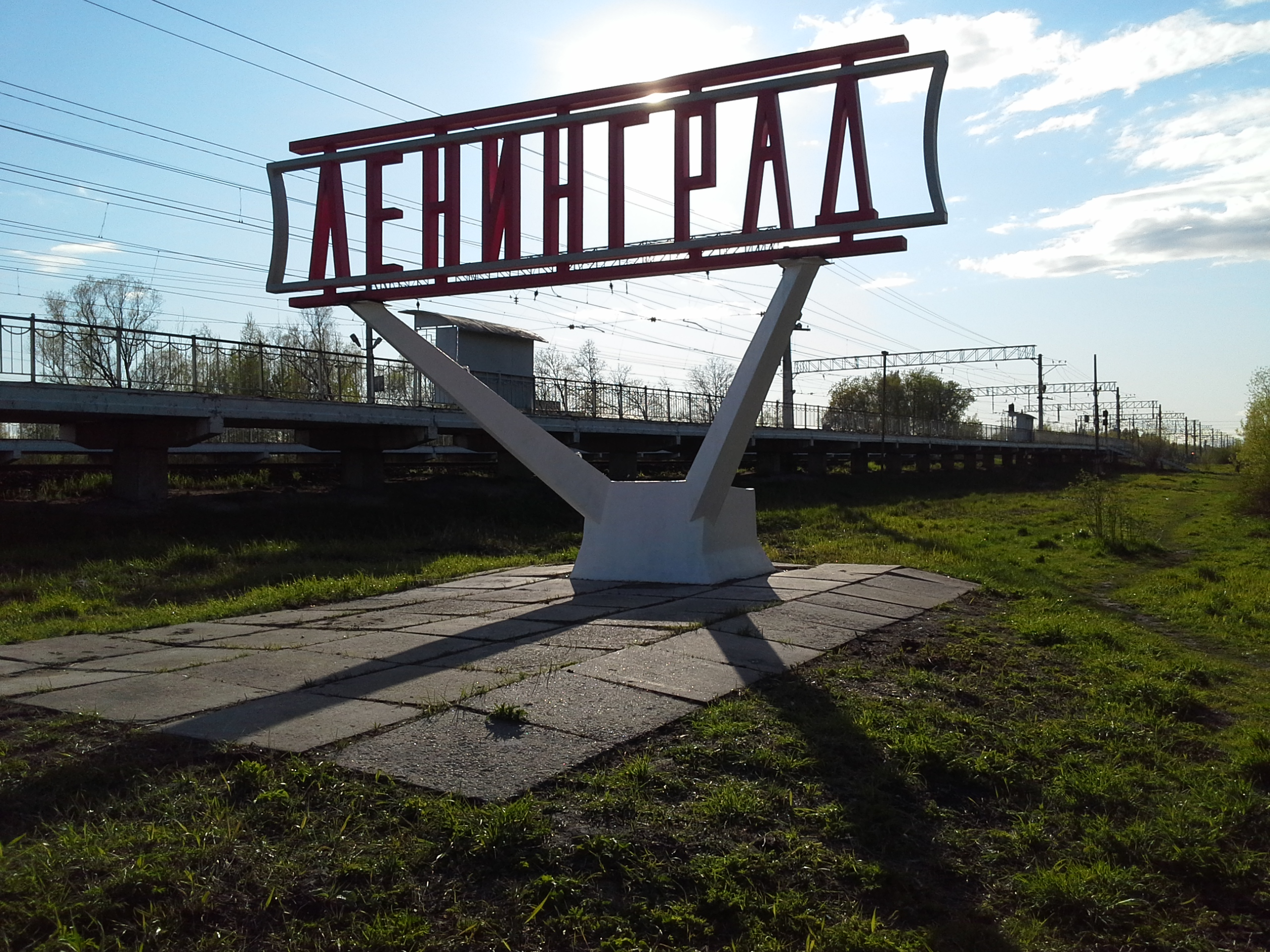
Знак «Ленинград» возле платформы Ижоры

Через Металлострой проходит два железнодорожных направления: Московское и Волховстроевское. На этих направлениях расположены остановочный пункт электропоездов Металлострой и остановочный пункт электропоездов Ижоры соответственно. Остановочный пункт Ижоры находится между жилой частью и промышленной зоной Металлостроя, примыкает к станции Ижоры с северной её стороны. Остановочный пункт Металлострой находится на границе промышленной зоны, непосредственно за ним расположено Моторвагонное депо Санкт-Петербург-Московское (ТЧ-10 «Металлострой»), обслуживающее электропоезда и поезда «Сапсан».

### Автобусный транспорт
Через посёлок проходят автобусные маршруты в направлении Санкт-Петербурга (115А, 189, 327, 328, 396А), Колпино (327, 328, 335, 335А, 337, 337А), Петро-Славянки (396), Понтонного, Сапёрного (189, 328, 440, 682), Отрадного (440, 682), Никольского (682), Кировска и Шлиссельбурга (440).

## Культура

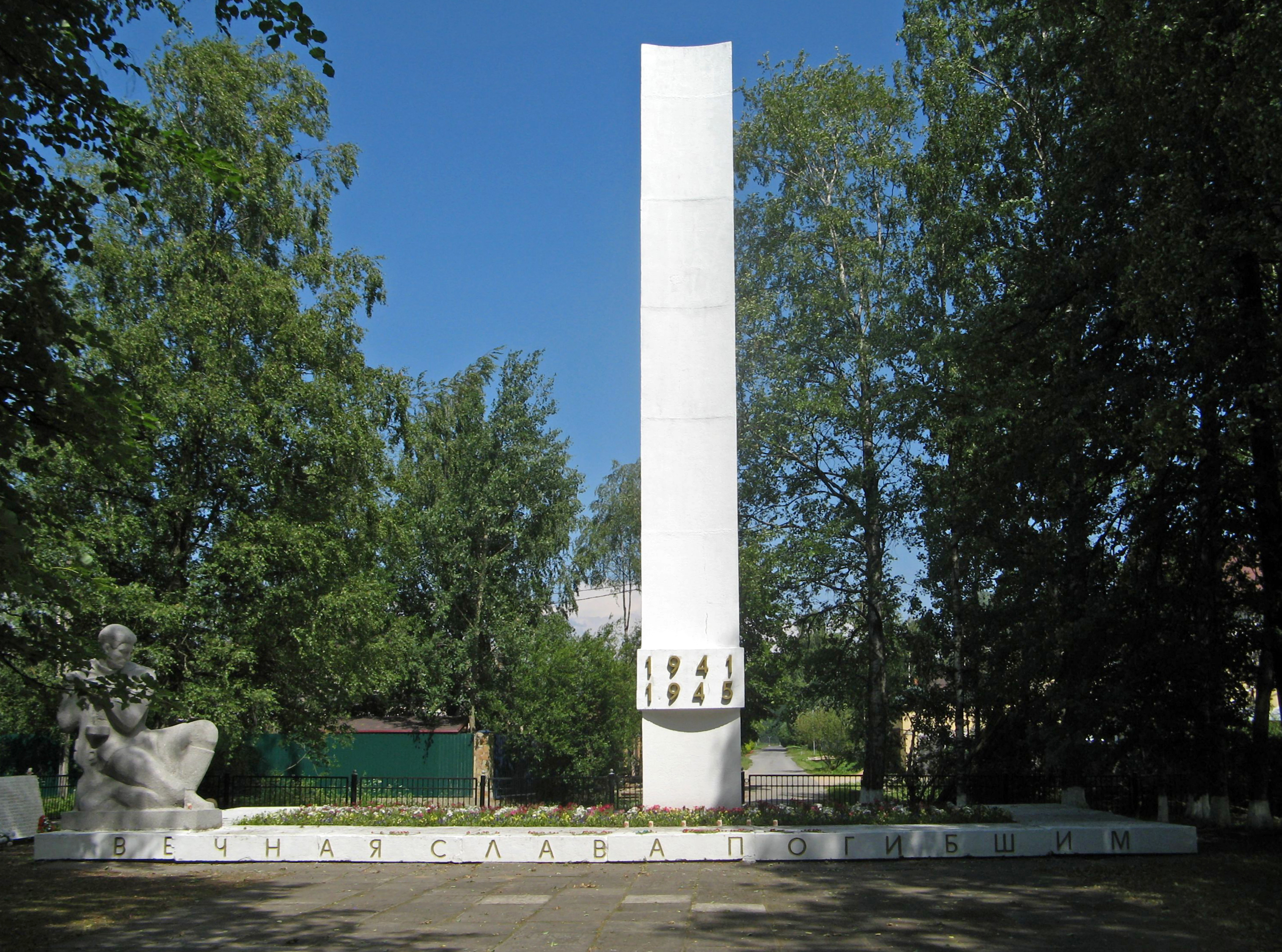
Братское воинское кладбище в Металлострое

### Религиозные учреждения
На 2012 год было запланировано начало строительства православного храма на улице Богайчука, установлен и освящён закладной камень. На территории Учреждения УС 20/5 расположена православная часовня.

### Достопримечательности
- Сквер на Центральной улице у Дома культуры имени Маяковского. Сквер был комплексно благоустроен в 2018 году, тогда же были отреставрированы три фонтана в сквере — большой (центральный) и два боковых, — которые были сооружены в послевоенные годы, но не действовали с 1990-х годов[23].
- «Сквер Памяти поколений» на пересечении улиц Богайчука и Полевой. Заложен в мае 1980 года в честь 35-летия Победы. В сквер была привезена земля с рубежей обороны Ленинграда, в том числе с «Невского пятачка» и с Пулковских высот, а также с мест боёв 125-й стрелковой дивизии, которой командовал генерал-майор П. П. Богайчук, в честь которого названа улица[24].
- Братское воинское кладбище на 22-м километре Петрозаводского шоссе. Мемориал создан в 1974 году[25].  Объект культурного наследия народов РФ регионального значения. Рег. № 781721202980005 (ЕГРОКН). Объект № 7800525000 (БД Викигида)
- Памятный знак балтийским матросам-пехотинцам в виде якоря, установлен на пересечении Полевой и Луговой улиц.

### Съёмки фильмов в Металлострое

Флаг-карта Металлостроя

- Фильм «Рабочий посёлок» (1965) — эпизоды.
- Фильм «Комедия строгого режима» (1993) — эпизоды.
- Сериал «Русские страшилки» — съёмки 18-й серии «Суйский овал».
- Сериал «Ржавчина» (2012)[26].
- Сериал «Горюнов» (2013) — съёмки 24-й серии в 39 отделе полиции и у ДК им. Маяковского
- Мини-сериал «Назначена награда» (2013).
- Сериал «Кулинар-2» (2013) — отдельные серии.
- Телесериал «Посредник» (2013)[27].
- Фильм «Тот, кто гасит свет» (2008).
- Фильм «Я подарю тебе любовь» (2014).
- Сериал «Мажор» — гостиница «Ижора» как здание 19-го отдела полиции во втором сезоне сериала (2016).
- Сериал «5 минут тишины» — 2 сезон сериала (2019).
- Сериал «Король и шут» — 6я серия сериала.

### Периодические печатные издания
В 1997—1998 годах выходила газета «Металлострой-факт» — первый в Санкт-Петербурге печатный орган муниципальных округов.
С 2013 года официальное средство массовой информации — муниципальная газета «Вести Металлостроя».
С 2013 года раз в две недели выходит газета «Вечерний Металлострой».